# Danielle McCormack
Danielle McCormack est une actrice britannique née en 1983.
Elle est connue pour avoir joué le rôle de Melanie Barker dans la série Mes parents cosmiques diffusé sur la chaîne britannique CITV entre 1999 et 2000. Elle quitte la série durant la saison six pour une carrière musicale - dans la série -. Toutefois, elle apparait en tant que personnage récurrent dans le dernier épisode de la saison 7. 
Elle joue aussi dans des séries telles que Where the Heart Is en 2000 ainsi que dans Casualty et Back to the Secret Garden en 2001. 

## Filmographie
- 1999-2004 : Mes parents cosmiques : Melanie Barker.
- 2000 : Where the Heart Is
- 2001 : Casualty
- 2001 : Back to the Secret Garden : Pénélope
- 2005 : Mes parents cosmiques : Melanie Barker (personnage récurrent)